# Utukolga
Utukolga – wieś w Estonii, w prowincji Tartu, w gminie Rannu.